# Westbound Records
Westbound Records é  uma gravadora de Detroit  fundada por Armen Boladian em 1968. Teve um contrato de distribuição com a  Janus Records de 1970 a 1975, mas depois trocou a distribuição pela 20th Century Records entre 1975 e 1976, e então novamente trocou pela Atlantic Records de 1976 a 1979.
A banda mais bem sucedida da gravadora foi o Funkadelic e seu maior sucesso foi o "The Americans" gravado pelo repórter local Byron MacGregor em 1974. Westbound também foi o lar do Ohio Players antes de irem para a Mercury Records e a gravadora esteve no Top 15 com o hit "Funky Worm." Os grupos Ric-Tic e a gravadora  Motown com o The Fantastic Four também tiveram um sucesso moderado durante a era disco sob esse mesmo estilo. The Detroit Emeralds, que também gravou brevemente para o Ric-Tic em meados dos anos de 1960, também assinou com a Westbound em 1970 e teve uma série de hits de sucesso, mais notadamente em 1972 "Feel The Need In Me". O ultimo sucesso nacional da gravadora foi "You Brought the Sunshine", de 1983, do Clark Sisters.
O selo ainda é propriedade do Boladian e de seu escritório no subúrbio de Southfield, na West Ten Mile Road. Boladian licenciou o catálogo da Westbound para a Ace Records.
A Westbound também tinha uma gravadora irmã chamada Eastbound Records.

## References
1. ↑  «Westbound Records: The Sounds Of Detroit». NPR.org (em inglês). Consultado em 21 de maio de 2018
2. ↑  «Label: Eastbound Records - Rate Your Music». rateyourmusic.com. Consultado em 21 de maio de 2018